# Баш майсторът
„Баш майсторът“ е български телевизионен игрален филм (комедия, семеен) от 1973 година на режисьора Петър Б. Василев, по сценарий на Атанас Мандаджиев.

## Актьорски състав
| В главните роли                    | Изпълнител                                              |
| ---------------------------------- | ------------------------------------------------------- |
| Робеспиер Гълъбов                  | Юрий Яковлев                                            |
| Рангел Лелин – Баш Майстора        | Кирил Господинов                                        |
| Веска, жената на Баш Майстора      | Веселина Николаева (не е посочена в надписите на филма) |
| Пенка „Пепи“ Гълъбова              | Валентина Борисова                                      |
| Ясен – синът на Гълъбови           | Ясен Василев                                            |
| Кире – братът на Баш Майстора      | Тодор Тодоров                                           |
| Льохман – помощник на Баш Майстора | Владимир Давчев (като Владо Давчев)                     |
| помощник на Баш Майстора           | Андрей Аврамов                                          |
| коминочистач                       | Добромир Манев                                          |
| коминочистачът Стойчо              | Иван Обретенов                                          |
| шефа                               | Любомир Димитров                                        |
| Русата съседка на другаря Гълъбов  | Снежана Иванова                                         |
|                                    | Диана Христова                                          |
| Служител в "Топливо"               | Рихард Езра                                             |
|                                    | Кети Славова                                            |
| Зарзаватчията бай Спиро            | Теофан Хранов                                           |
|                                    | Илиана Димитрова                                        |
|                                    | Мария Карел (не е посочена в надписите на филма)        |
| Каруцар                            | Георги Наумов                                           |
| като себе си                       | Тодор Колев                                             |